# Герб Осло

Герб (насправді печатка) Осло

Герб зображений на прапорі міста

Осло є одним із міст Норвегії, поряд з Бергеном, Галденом, Крістіансанном і колишнім Тьонсбергом, які мають міську печатку, визначену як герб. Печатка Осло офіційно вважається гербом міста. На ньому зображений святий покровитель міста Святий Халлвард з його атрибутами, жорнами та стрілами, з оголеною жінкою біля його ніг. Він сидить на троні з прикрасами у вигляді лева, який у той час також часто використовувався на печатках норвезьких королів. Навколо круглого зображення вписаний девіз міста: Unanimiter et constanter (Єдиний і постійний).
Найдавніша відома печатка Осло демонструвала таку саму композицію, що й сьогоднішній малюнок, за винятком того, що замість жіночої фігури, що лежала біля ніг святого Халлварда, був озброєний воїн; один із злих людей, які вбили Халлварда, але були переможені святим. Ймовірно, ця печатка була введена приблизно в 1300 році і використовувалася протягом майже трьох століть. Через поганий стан збереження зображення пізніше було неправильно витлумачено як жінку, яку Халлвард намагався захистити. Після Реформації місто продовжувало використовувати печатку із зображенням святого Халлварда. Друга печатка Осло датується приблизно 1590 роком. На ній показано той самий основний малюнок, але святий тримає свої атрибути в протилежних руках. Також були втрачені зірки та деякі інші дрібніші деталі. Ця печатка використовувалася приблизно до 1660 року 
У той час місто Осло було знищено під час пожежі 1624 року, і король Кристіан IV наказав перенести його через затоку та перейменував його в Кристіанію. Соборна церква Св. Халлварда ледве вціліла від пожежі, але згодом була покинута та використовувалася як каменоломня. До 1660 року він перетворився на руїни, і легенда про Святого Халлварда більше не була відома. Третя печатка, зроблена в 1659 році, тепер це печатка переміщеного міста Кристіанія, все ще демонструвала той самий основний малюнок, але святий був перетворений на жіночу фігуру, яка, ймовірно, зараз сприймається як втілення Кристиянії. Вона все ще тримала стріли, а біля її ніг лежав мертвий лицар (зі збруєю та шоломом). Жорно стало тоншим і більше нагадувало кільце. Новою особливістю цієї печатки став девіз міста навколо круглого мотиву,
Жіноча фігура на печатці 1659 року була відтворена як мотив на кількох чавунних плитах, вироблених норвезькими чавуноливарними заводами близько 1770 року. Ці печі знайшли великий ринок у Данії, і багато датчан неправильно витлумачили жіночу фігуру як високоповажну королеву Маргерте I, яка об’єднала три королівства Швеції, Норвегії та Данії. Три стріли трактувалися як символи трьох королівств, а перстень — як символ їхнього союзу. Вважалося, що переможений лицар символізував її противника Альбрехта Мекленбурзького.
Протягом 18-го та початку 19-го століть образ постійно змінювався. Перстень був показаний у вигляді змії, яка кусає свій власний хвіст, трон був замінений левом, а воїн біля ніг Халлварда точно став жінкою. 
У 1854 році А. Т. Кальтенборн писав про муніципальний герб Норвегії, а також описав середньовічну печатку Осло. Він визнав, що це зображення легенди про святого Халлварда, але неправильно витлумачив лежачу фігуру. Він переконав місто розробити нову печатку на основі нібито середньовічної композиції. Нарешті, новий дизайн був зроблений німцем Емілем Доплером у 1892 році. Його композицію також було перетворено, щоб вона містилася на гербі, розробленому в 1899 році Рейдаром Гаавіном, у той час, коли багато норвезьких міст прийняли герби. У 1924 році було зроблено нинішній дизайн, все ще всередині круглої печатки, і все ще з неправильною жінкою замість оригінального воїна біля ніг святого Халлварда, але тепер абсолютно оголеною.  У 2000 році її було оновлено, а кольори визначено в рамках нової дизайнерської програми для Осло. 
Прапор Осло, запроваджений у 2000 році, включає печатку, розміщену ліворуч на блакитному тлі. 